# Мужская сборная Бразилии по софтболу
Мужская национальная сборная Бразилии по софтболу — представляет Бразилию на международных софтбольных соревнованиях. Управляющей организацией выступает Конфедерация бейсбола и софтбола Бразилии (порт. Confederação Brasileira de Beisebol e Softbol).

## Результаты выступлений

### Панамериканские чемпионаты по софтболу
| Год        | Победы         | Поражения      | Место          |
| ---------- | -------------- | -------------- | -------------- |
| 1981—2014  | не участвовали | не участвовали | не участвовали |
| 2017       | 0              | 7              | 15             |
| 2022—н. в. | не участвовали | не участвовали | не участвовали |